# Sertularella decipiens
Sertularella decipiens is een hydroïdpoliep uit de familie Sertulariidae. De poliep komt uit het geslacht Sertularella. Sertularella decipiens werd in 1919 voor het eerst wetenschappelijk beschreven door Billard. 